# 查尔斯·韦斯利·埃尔默
查尔斯·韦斯利·埃尔默（英語：Charles Wesley Elmer，1872年—1954年），是一位美国业余天文学家暨法庭书记员，1937年珀金埃尔默光学设计和咨询公司的共同创始人之一。

## 生平
他出生在纽约，一生中大部分时间受雇于法庭当书记员。但作为一种业余爱好，他对天文学和光学望远镜有着浓厚的兴趣。
1936年他遇到了理查德·斯科特·珀金，两人决定在纽约成立一家光学公司。后来成长为珀金埃尔默光学公司，该公司于1937年4月19日正式成立。直到1949年退休，查尔斯·埃尔默一直任珀金埃尔默公司财务总监 。
埃尔默的妻子是乔治·阿姆斯特朗·卡斯特将军的大侄女梅·卡斯特。1937年因他长期致力于为协会活动服务和奉献而被美国变星观测者协会授予优异奖。
月球上的埃尔默陨石坑以及小行星2493 埃尔默就是以他的名字命名的。

## 备注
1. ↑  Poudrier, J.; Moynihan, J.  (PDF). American Chemical Society. March 1999  [2007-08-13]. []
2. ↑  . Custer Institute.   [2007-08-13]. （原始内容存档于1998-12-06）.
3. ↑  . AAVSO.   [2007-08-13]. （原始内容存档于2007-04-05）.